# AfÖLK
Die Arbeitsstelle für Österreichische Literatur und Kultur/Robert-Musil-Forschung (AfÖLK) ist eine  Forschungseinrichtung mit dem Schwerpunkt Österreich an der Universität des Saarlandes unter Leitung von Ralf Bogner.
Sie umfasst eine Bibliothek mit derzeit mehr als 12.000 Bänden mit Österreich-Bezug und ein Archiv, das unter anderem Nachlassteile Robert Musils verwaltet. 2004 wurde der Arbeitsstelle das Prädikat „Wissenschaftliche Österreich-Bibliothek Robert Musil“ verliehen.